# Skram
Skram (engl. scrum) predstavlja agilni pristup za upravljanje razvojem softvera opšte prihvaćen u svetu. On se javlja polovinom 90-tih godina prošlog veka. Skram je pojam preuzet iz ragbija i predstavlja trenutak kada ekipa napreduje za korak napred u napadu, odnosno napreduje na protivničku polovinu za po 5 jardi.
Ova metoda je više vezana za agilno upravljanje softverskim projektom, nego za agilno projektovanje softvera. Ona propisuje načine upravljanja zahtevima, formiranja iteracija (planiranje sprinta), kontrole implementacije i isporuke klijentu. Često se upotrebljava kao način vođenja XP, ili drugih projekta koji ne moraju obavezno da se projektuju nekom agilnom metodom.
Osnovu predstavljaju tri ključna pitanja koja se postavljaju na svakodnevnim, jutarnjim „stojećim” petnaestominutnim sastancima, a to su:
1. Šta je urađeno juče?
2. Šta će se raditi danas?
3. Kakve nas danas prepreke očekuju?

Ova pitanja se odnose na:
1. Kontrolu izvršenog
2. Planiranje budućeg dizajna
3. Identifikaciju rizika i nalaženje rešenja

Ciklus iteracije u skram procesu traje fiksno 30 dana. Za to vreme se svakodnevno prati napredak i identifikuju sporna i rizična mesta napredovanja.
Skram je pun iskustvenih trikova i mehanizama koji održavaju koncentraciju na suštinu problema i ne dozvoljavaju degradaciju organizacije, kao što je plaćanje 100 din za kašnjenje na dnevni skram sastanak, ili stajanje na sastanku. Jezgro skram metodologije čine određeni elementi i prakse, a to su:
- Sagledavanje delova proizvoda
- Uloge i odgovornosti
- Zalihe proizvoda i planiranje isporuka
- Sprint zalihe i planiranje sprinta
- Sprint
- Dnevni stojeći sastanci
- Karte dogorevanja (engl. burndown charts) i izveštavanje o projektu[4]
- Pregled sprinta i retrospektiva
- pedesetdevetominutni skram

Skram tim broji 5—10 članova od kojih su obavezni jedan vlasnik proizvoda (engl. product owner) koji je predstavnik klijenta, skram master koji je vođa tima i ostali članovi tima koji mogu biti specijalisti za pojedine oblasti razvoja.
Kao projektni okvir koristi se za realizaciju različitih razvojnih procesa. Najčešće se kombinuje sa razvojem pomoću ekstremnog programiranja, ili drugih agilnih metoda.

## Dodatna literatura
- Maria Almeida (2015). „How to be a Great Product Owner”. JOBBOX.io. Архивирано из оригинала 02. 05. 2015. г. Приступљено 14. 06. 2017.
- Jeff Sutherland; Ken Schwaber (2013). „Scrum Guides”. ScrumGuides.org. Приступљено 1. 10. 2013.
- N.S. Janoff; L. Rising (2000). „The Scrum Software Development Process for Small Teams” (PDF). Архивирано из оригинала (PDF) 06. 11. 2015. г. Приступљено 26. 2. 2015.
- Deemer, Pete; Benefield, Gabrielle; Larman, Craig; Vodde, Bas (2009). „The Scrum Primer”. Приступљено 1. 6. 2009.
- Kniberg, Henrik. „Scrum and XP from the Trenches”. Приступљено 9. 8. 2010.
- Münch, Jürgen; Armbrust, Ove; Soto, Martín; Kowalczyk, Martin (2012). „Software Process Definition and Management”. Приступљено 16. 7. 2012.
- Ambler, Scott (2013). „Going Beyond Scrum: Disciplined Agile Delivery” (PDF). Архивирано из оригинала (PDF) 08. 03. 2014. г. Приступљено 4. 2. 2014.
- „The Scrum Papers: Nut, Bolts, and Origins of an Agile Framework” (Jeff Sutherland, www.Scruminc.com, April 2, 2012): https://web.archive.org/web/20150814201800/http://jeffsutherland.com/ScrumPapers.pdf
- „Story Points: Why are they better than hours?” (Jeff Sutherland, www.Scruminc.com, September 30, 2012) http://scrum.jeffsutherland.com/2010/04/story-points-why-are-they-better-than.html
- Roman Pichler (2010). „Agile Product Management with Scrum – Creating Products That Customers Love”. Addison-Wesley Professional. Архивирано из оригинала 21. 10. 2016. г. Приступљено 14. 06. 2017.

## Spoljašnje veze
- Scrum Guide
- Scaled Scrum by Scrum.org
- Agile Alliance's Scrum library Архивирано на веб-сајту  (24. јул 2011)
- A Scrum Process Description by the Eclipse Process Framework (EPF) Project